# Bifrosts diskografi
Den danske rockgruppe Bifrosts diskografi består af otte studiealbum, ét album med dels nye, dels tidligere udgivne numre, tre opsamlingsalbum samt otte singler, heraf ét studiealbum og én single udgivet under gruppenavnet Crazy Canary.

## Album

### Studiealbum
Som Bifrost
| Titel                                              | Album detaljer                                                                | Højeste placering | Certificering |
| -------------------------------------------------- | ----------------------------------------------------------------------------- | ----------------- | ------------- |
| Bifrost                                            | - Udgivet: 1976 - Selskab: CBS Records - Format: LP, CD, MC                   | *                 |               |
| Til en sigøjner                                    | - Udgivet: 1977 - Selskab: CBS Records - Format: 2LP, CD, 2MC                 | *                 |               |
| Læn Dem ikke ud                                    | - Udgivet: 1979 - Selskab: CBS Records - Format: LP, CD, MC                   | *                 |               |
| Kassen & hjertet                                   | - Udgivet: 1981 - Selskab: Mercury Records - Format: LP, MC                   | *                 |               |
| En tro kopi                                        | - Udgivet: 1982 - Selskab: Mercury Records - Format: LP, MC                   | *                 |               |
| Bifrost                                            | - Udgivet: 1984 - Selskab: Mercury Records - Format: LP                       | *                 |               |
| Vand jeg kan gå på                                 | - Udgivet: 31. oktober 1987 - Selskab: It's Magic - Format: LP, CD            | *                 |               |
| Hjerte til salg                                    | - Udgivet: 1997 - Selskab: Columbia Records - Format: CD - (Delvis opsamling) | *                 |               |
| "*" markerer at informationen ikke er tilgængelig. |                                                                               |                   |               |

Som Crazy Canary
| Titel                                              | Album detaljer                                              | Højeste placering | Certificering |
| -------------------------------------------------- | ----------------------------------------------------------- | ----------------- | ------------- |
| Crazy Canary                                       | - Udgivet: 1980 - Selskab: Mercury Records - Format: LP, MC | *                 |               |
| "*" markerer at informationen ikke er tilgængelig. |                                                             |                   |               |

### Opsamlingsalbum
| Titel                                              | Album detaljer                                                                                              | Højeste placering | Certificering |
| -------------------------------------------------- | --- | ----------------- | ------------- |
| Bifrost's bedste                                   | - Udgivet: 1981 - Selskab: CBS Records - Format: LP, CD                                                     | *                 |               |
| Kassen & hjertet / En tro kopi                     | - Udgivet: 1996 - Selskab: Elap Music - Format: CD - Kassen & hjertet samt En tro kopi udgivet som ét album | *                 |               |
| Rippet & flået                                     | - Udgivet: 2005 - Selskab: Universal - Format: CD - Ny udgivelse af Kassen & hjertet samt En tro kopi       | *                 |               |
| "*" markerer at informationen ikke er tilgængelig. | |                   |               |

## Singler
Som Bifrost
| År                                                 | Titel                                           | Højeste placering | Album              | Noter                                                     |
| -------------------------------------------------- | ----------------------------------------------- | ----------------- | ------------------ | --------------------------------------------------------- |
| 1976                                               | "Faldet" - "Idaho"                              | *                 | Bifrost (1976)     |                                                           |
| 1977                                               | "Jenny" - "Hej Maria (luk vinduet op)"          | *                 | Til en sigøjner    |                                                           |
| 1978                                               | "Den vilde brølende nat" - "I nat vil jeg leve" | *                 | Læn Dem ikke ud    | Sangen "Den vilde brølende nat" er ikke udgivet på album. |
| 1979                                               | "I nat vil jeg leve" - "Aftensang"              | *                 | Læn Dem ikke ud    |                                                           |
| 1979                                               | "Det er morgen" - "Billen"                      | *                 | Læn Dem ikke ud    |                                                           |
| 1981                                               | "Når verden bli'r min" - "Kan jeg nå dig"       | *                 | Kassen & hjertet   |                                                           |
| 1987                                               | "Guitar Man" - "Det nederste land"              | *                 | Vand jeg kan gå på |                                                           |
| 1987                                               | "Guds engle" - "Vand jeg kan gå på"             | *                 | Vand jeg kan gå på |                                                           |
| "*" markerer at informationen ikke er tilgængelig. |                                                 |                   |                    |                                                           |

Som Crazy Canary
| År                                                 | Titel                                 | Højeste placering | Album        | Noter |
| -------------------------------------------------- | ------------------------------------- | ----------------- | ------------ | ----- |
| 1980                                               | "I Can't See You" - "Power of a Rose" | *                 | Crazy Canary |       |
| "*" markerer at informationen ikke er tilgængelig. |                                       |                   |              |       |